# ОШ „Душан Томашевић Ћирко” Велика Жупа
ОШ „Душан Томашевић Ћирко” једна је од основних школа у Пријепољу. Налази се у улици Велика Жупа бб.

## Историјат
Матична школа „Душан Томашевић Ћирко” је основана 1911. године. Настава се одвија у две зграде, прва је монтажног типа са седам специјализованих учионица и две канцеларије за педагошко–психолошку службу саграђена 1980. уз помоћ родитеља, без учешћа локалне заједнице. Друга је саграђена од тврдог материјала, има четири кабинета и библиотеку смештену у Дечијем клубу у оквиру којег ради предшколска учионица, информатички кабинет, кабинет за мултимедијалну наставу и дигитална учионица. Школа има и помоћну зграду у којој је смештена ђачка кухиња са трпезаријом, наставничка зборница, канцеларија директора и канцеларија администрације. У подруму зграде се налази котларница јер је школа опремљена централним грејањем. У свом власништву имају петнаест хектара шуме и школско двориште са једним тереном за мали фудбал димензија 40×25 метара. Укупна површина школског простора је 1394m². Матичној школи припада и издвојено одељење Хрта које ради у старој школској згради са две учионице, зборницом и са једним кошем. Настава се одвија у комбинованим одељењима са једним учитељем. У овом издвојеном одељењу се настава изводи од првог до четвртог разреда и удаљена је седам километара од матичне школе. Раније су имали издвојено одељење у Каменој Гори које је угашено.